# Alec Guinness

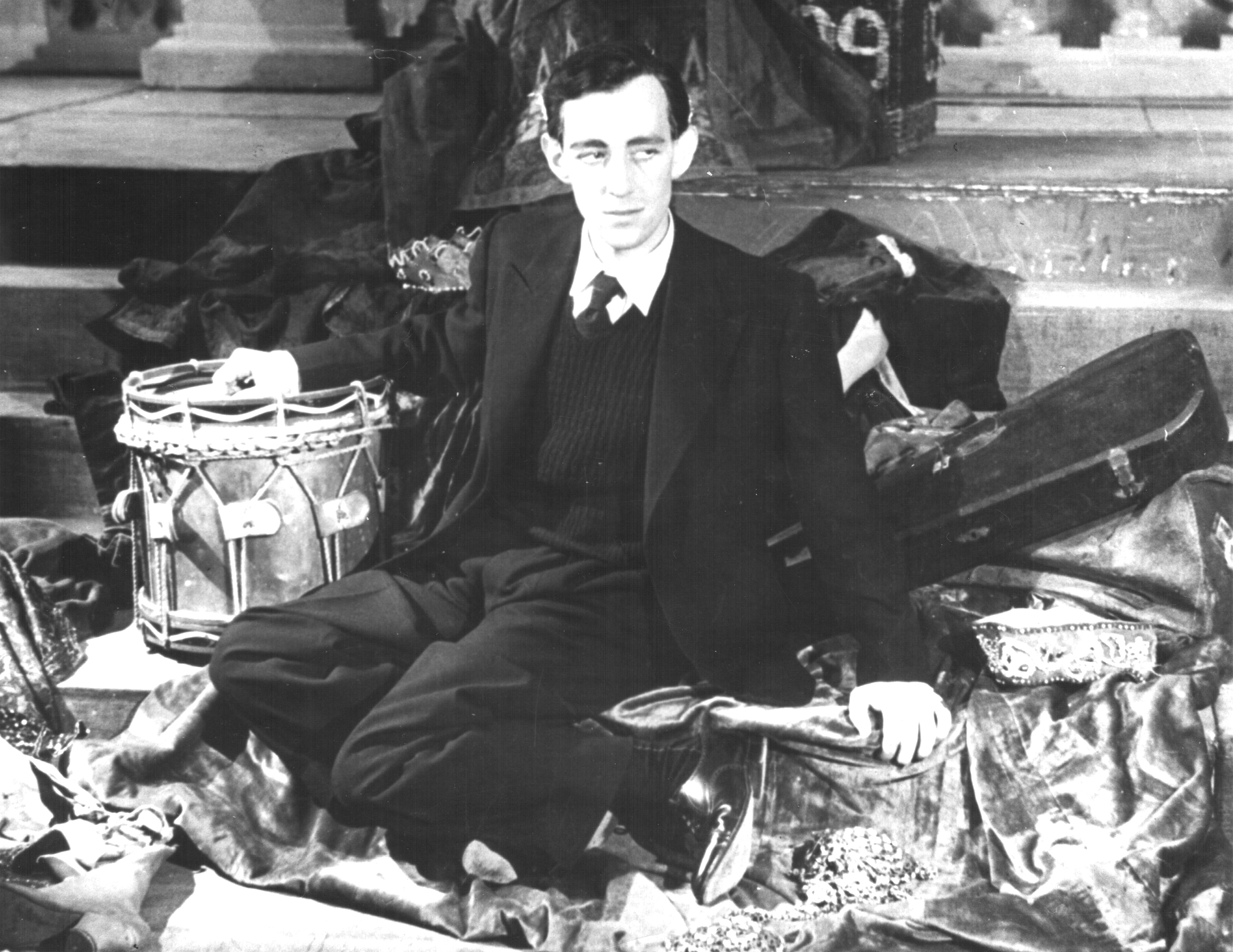
Sir Alec Guinness (1938)

Sir Alec Guinness (n. 2 aprilie 1914, Greater London, Anglia, Regatul Unit al Marii Britanii și Irlandei – d. 5 august 2000, Midhurst, Anglia, Regatul Unit) a fost un actor englez, unul din cei mai mari artiști de film ai secolului al XX-lea, laureat al Premiului Oscar pentru rolul Locotenent-colonel Nicholson din Podul de pe râul Kwai.

## Filmografie selectivă
- 1946 Marile speranțe (Great Expectations), regia David Lean
- 1948 Oliver Twist, regia David Lean
- 1949 Inimi bune și coroane (Kind Hearts and Coronets), regia Robert Hamer
- 1951 Omul în alb (The Man in the White Suit), regia Alexander Mackendrick
- 1962 Lawrence al Arabiei (Lawrence of Arabia), regia David Lean
- 1967 Comedianții (The Comedians), regia Peter Glenville
- 1970 Cromwell, regia Ken Hughes
- 1976 Cinci detectivi la miezul nopții (Murder by Death), regia Robert Moore
- 1977 Războiul stelelor (Star Wars), regia George Lucas
- 1980 Micul Lord  (Little Lord Fauntleroy), regia Jack Gold